# UFC 84
UFC 84: Ill Will  è stato un evento di arti marziali miste tenuto dalla Ultimate Fighting Championship il 24 maggio 2008 all'MGM Grand Garden Arena di Las Vegas, Stati Uniti.

## Retroscena
In questo evento fa la sua ricomparsa l'ex campione dei pesi leggeri Sean Sherk, che in precedenza venne sospeso e privato del titolo per doping, e si ripresenta come contendente al titolo posseduto da B.J. Penn.
Torna anche Tito Ortiz, assente dall'UFC da più di un anno a causa di un feud con Dana White a contratto scaduto.
È l'evento del debutto di Shane Carwin, futuro campione dei pesi massimi.

## Risultati

### Card preliminare
- Incontro categoria Pesi Massimi:  Christian Wellisch contro  Shane Carwin

Carwin sconfisse Wellisch per KO (pugno) a 0:44 del primo round.
- Incontro categoria Pesi Welter:  Jason Tan contro  Kim Dong-Hyun

Kim sconfisse Tan per KO Tecnico (gomitate) a 0:25 del terzo round.
- Incontro categoria Pesi Welter:  Jon Koppenhaver contro  Yoshiyuki Yoshida

Yoshida sconfisse Koppenhaver per sottomissione (strangolamento anaconda) a 0:56 del primo round.
- Incontro categoria Pesi Leggeri:  Rich Clementi contro  Terry Etim

Clementi sconfisse Etim per decisione unanime (29–28, 29–28, 29–28).
- Incontro categoria Pesi Mediomassimi:  Rameau Thierry Sokoudjou contro  Kazuhiro Nakamura

Sokoudjou sconfisse Nakamura per KO Tecnico (infortunio alla gamba) a 5:00 del primo round.
- Incontro categoria Pesi Medi:  Ivan Salaverry contro  Rousimar Palhares

Palhares sconfisse Salaverry per sottomissione (armbar) a 2:36 del primo round.

### Card principale
- Incontro categoria Pesi Mediomassimi:  Thiago Silva contro  Antonio Mendes

Silva sconfisse Mendes per sottomissione (pugni) a 2:24 del primo round.
- Incontro categoria Pesi Mediomassimi:  Lyoto Machida contro  Tito Ortiz

Machida sconfisse Ortiz per decisione unanime (30–27, 30–27, 30–27).
- Incontro categoria Pesi Mediomassimi:  Wilson Gouveia contro  Goran Reljić

Reljić sconfisse Gouveia per KO Tecnico (pugni) a 3:15 del secondo round.
- Incontro categoria Pesi Mediomassimi:  Wanderlei Silva contro  Keith Jardine

Silva sconfisse Jardine per KO (pugni) a 0:36 del primo round.
- Incontro per il titolo dei Pesi Leggeri:  B.J. Penn (c) contro  Sean Sherk

Penn sconfisse Sherk per KO Tecnico (ginocchiata volante e pugni) a 5:00 del terzo round e su riconfermò campione dei pesi leggeri.

## Premi
Ai vincitori sono stati assegnati 75.000$ per i seguenti premi:
- Fight of the Night:  Wilson Gouveia contro  Goran Reljić
- Knockout of the Night:  Wanderlei Silva
- Submission of the Night:  Rousimar Palhares